# Gaspésie–Îles-de-la-Madeleine
Gaspésie–Îles-de-la-Madeleine és una regió administrativa de la província canadenca del Quebec formada per la península de Gaspésie i les illes de la Madalena. La regió està dividida en 5 municipalitats regionals de comtat (MRC) i 53 municipalitats.

## Demografia
- Població: 96 391 (2005)
- Superfície: 20 272 km²
- Densitat: 4,8 hab./km²
- Taxa de natalitat: 6,3‰ (2005)
- Taxa de mortalitat: 9,0‰ (2005)

Font: Institut de la statistique du Québec